# Oresteïa (Taneïev)
Pour les articles homonymes, voir Orestie (homonymie).

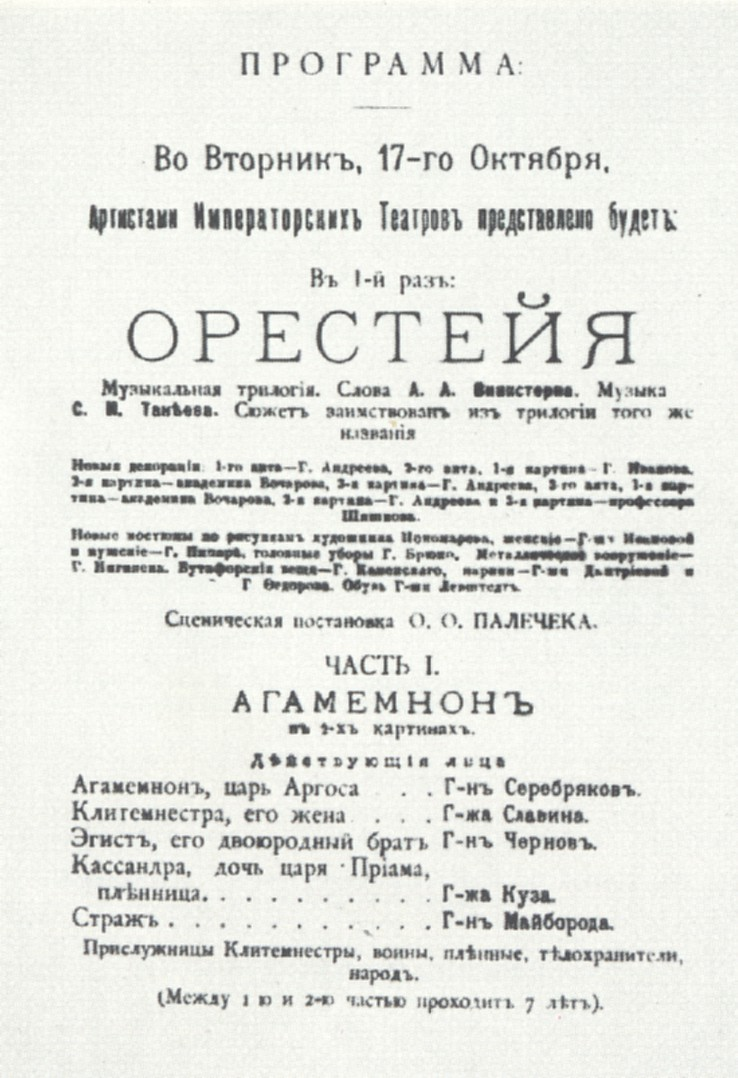
Afffiche de "Oresteïa" de Taneev, à Pétersbourg, Théâtre Mariinsky, le 17 octobre 1895.

Oresteïa (en russe : Орестея) est un opéra en trois parties et huit tableaux de Sergueï Taneïev, composé entre 1887 et 1894.  Taneïev lui-même en parlait comme d'une "trilogie musicale", et le considérait comme son accomplissement de compositeur.
Le livret est adapté de la trilogie dramatique d'Eschyle, l'Orestie, par A. Wenkstern. Il fut créé au Théâtre Mariinsky de Moscou le 16/29 octobre 1895, avec des décors de Chichkov, Andreïev, Botcharov, et Ivanov. Il est à remarquer que Taneïev avait composé une ouverture à part, indépendante et réunissant les principaux thèmes de l'œuvre. Elle fut créée sous la direction de Tchaïkovski en 1889, bien avant l'achèvement et la création de l'opéra.

## Parties

### Partie I. Agamemnon
- Agamemnon, roi d'Argos: basse
- Clytemnestre, sa femme: alto
- Égisthe, son cousin: baryton
- Cassandre, prisonnière troyenne: soprano
- Un garde: basse

- Le peuple, des servantes de Clytemnestre, des guerriers, des gardes et des prisonniers.

L'action se situe à Argos, devant le palais des Atréides.

### Partie II. Les Choéphores
- Clytemnestre: alto
- L'esprit d'Agamemnon
- Électre, fille d'Agamemnon et de Clytemnestre : soprano
- Oreste, fils d'Agamemnon et de Clytemnestre : ténor
- Un esclave: basse

- Servantes de Clytemnestre

Tableau 1: À l'intérieur du palais des Atréides.

Tableau 2: Un bosquet d'oliviers.

Tableau 3: Comme la Partie I.

### Partie III. Les Euménides
- Oreste: ténor
- Apollon Loxias: baryton
- Pallas Athéna: soprano
- Aréopagite: basse
- Choéphore: basse

- Les Furies, le peuple d'Athènes, aréopagites participant à la procession des Panathénées.

Tableau 1: Un lieu désert au bord de la mer.

Tableau 2: L'intérieur du temple d'Apollon à Delphes.

Tableau 3: Athènes.